# EVERY NIGHT
『EVERY NIGHT』（エブリィナイト）は、1980年12月にリリースされた井上陽水の8枚目のオリジナル・アルバムである。

## 解説
井上陽水にとっては1980年代最初のアルバムとなった。
同年11月にはアルバム収録の『クレイジーラブ』が先行シングルとしてリリースされた。
1985年に初めてCD化され、1990年、2001年、2009年（SHM-CD仕様）、2019年（UHQCD仕様）にも再リリースされている。

## 収録曲
| 全作詞・作曲: 井上陽水。 |                    |           |            |        |      |
| #                        | タイトル           | 作詞      | 作曲・編曲 | 編曲   | 時間 |
| 1.                       | 「サナカンダ」     | 井上陽水  | 井上陽水   | 井上鑑 | 6:01 |
| 2.                       | 「クレイジーラブ」 | 井上陽水  | 井上陽水   | 鈴木茂 | 4:00 |
| 3.                       | 「世間人でGO―」    | 井上陽水  | 井上陽水   | 鈴木茂 | 4:00 |
| 4.                       | 「Winter Wind」    | 井上陽水  | 井上陽水   | 井上鑑 | 4:14 |
| 5.                       | 「8月の休暇」      | 井上陽水  | 井上陽水   | 井上鑑 | 4:27 |
| 合計時間:                | 合計時間:          | 合計時間: | 22:42      |        |      |

| 全作詞・作曲: 井上陽水。 |                          |           |            |        |      |
| #                        | タイトル                 | 作詞      | 作曲・編曲 | 編曲   | 時間 |
| 1.                       | 「EVERY NIGHT」          | 井上陽水  | 井上陽水   | 井上鑑 | 4:06 |
| 2.                       | 「答えはUNDERSTAND」     | 井上陽水  | 井上陽水   | 井上鑑 | 3:23 |
| 3.                       | 「I yai yai」            | 井上陽水  | 井上陽水   | 鈴木茂 | 3:41 |
| 4.                       | 「プールに泳ぐサーモン」 | 井上陽水  | 井上陽水   | 鈴木茂 | 3:11 |
| 5.                       | 「空はブルーエンジェル」 | 井上陽水  | 井上陽水   | 井上鑑 | 4:35 |
| 合計時間:                | 合計時間:                | 合計時間: | 18:56      |        |      |

## 楽曲解説

### SIDE A
1. サナカンダ
2. クレイジーラブ
  - 先行シングル。
  - 山口百恵への提供曲であり、アルバム『This is my trial』に収録されている。
  - 映画『かもめ食堂』主題歌（2005年）。
3. 世間人でGO―
4. Winter Wind
5. 8月の休暇
  - 1978年10月21日に発売されたシングル「ミスコンテスト」のB面曲。
  - アルバムバージョンでの収録。

### SIDE B
1. EVERY NIGHT
2. 答えはUNDERSTAND
  - 1980年7月5日に発売されたシングル「BRIGHT EYES（英語版）」（アルバム未収録）のB面曲。
3. I yai yai
4. プールに泳ぐサーモン
5. 空はブルーエンジェル
  - シングル「クレイジーラブ」のB面曲。

## 参加ミュージシャン
| サナカンダ - Drums：上原ユカリ - Bass：田中章弘 - E.Guitar：今剛 - A.Guitar：吉川忠英 - Keyboard：井上鑑・中西康晴 - Percussion：菅原ヨシノリ - Pedal Steel：今剛 - Backing Vocal：Eve クレイジーラブ - Drums：菊池丈夫 - Bass：岡沢茂 - E.Guitar：鈴木茂 - A.Guitar：吉川忠英 - Keyboard：山田秀俊・渋井博 - Percussion：ペッカー 世間人でGO― - Drums：菊池丈夫 - Bass：岡沢茂 - E.Guitar：鈴木茂 - A.Guitar：吉川忠英 - Keyboard：山田秀俊・田代真紀子 - Percussion：ペッカー Winter Wind - Drums：上原ユカリ - Bass：田中章弘 - E.Guitar：今剛 - A.Guitar：吉川忠英 - Keyboard：井上鑑・中西康晴 - Strings：多ストリングス - Percussion：菅原ヨシノリ 8月の休暇 - Drums：上原ユカリ - Bass：田中章弘 - E.Guitar：松原正樹 - A.Guitar：吉川忠英 - Keyboard：井上鑑 - Flugel Horn：中沢健二 - Percussion：菅原ヨシノリ | EVERY NIGHT - Drums：山木秀夫 - Bass：田中章弘 - E.Guitar：青山徹 - Keyboard：井上鑑 - Percussion：菅原ヨシノリ 答えはUNDERSTAND - Bass：田中章弘 - A.Guitar：吉川忠英 - Steel Guitar：谷口陽一 - Percussion：菅原ヨシノリ・石井コータロー - Backing Vocal：東京コンサーツ - Strings：多ストリングス I yai yai - Drums：宮崎まさひろ - Bass：岡沢茂 - E.Guitar：鈴木茂 - A.Guitar：吉川忠英 - Keyboard：田代真紀子 - Percussion：ペッカー プールに泳ぐサーモン - Drums：宮崎まさひろ - Bass：岡沢茂 - E.Guitar：鈴木茂 - A.Guitar：吉川忠英 - Keyboard：田代真紀子 - Saxophone：Jake H. Concepcion - Percussion：ペッカー - Strings：多ストリングス 空はブルーエンジェル - Drums：山木秀夫 - Bass：田中章弘 - E.Guitar：青山徹 - Keyboard：井上鑑 - Percussion：菅原ヨシノリ - Strings：多ストリングス |